# Canosa di Puglia
Canosa di Puglia er en by i Apulien, Italien med 27.943 (2023) indbyggere.